# Seznam švédských fotografek

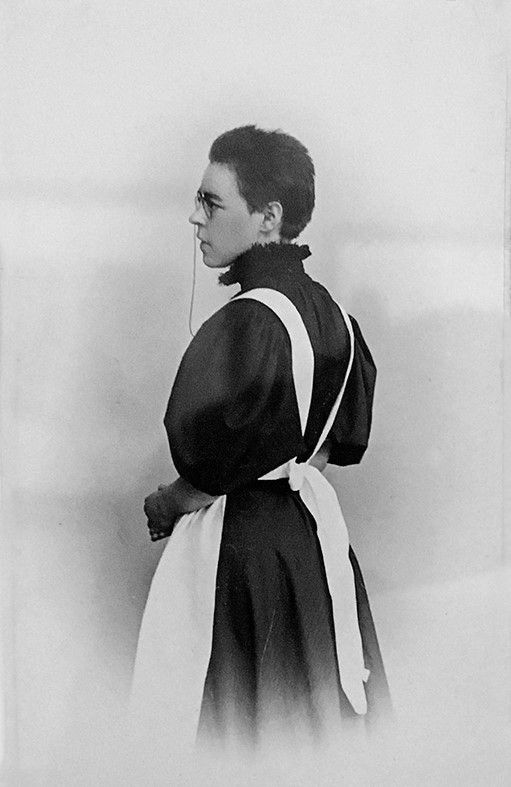
Lina Jonn

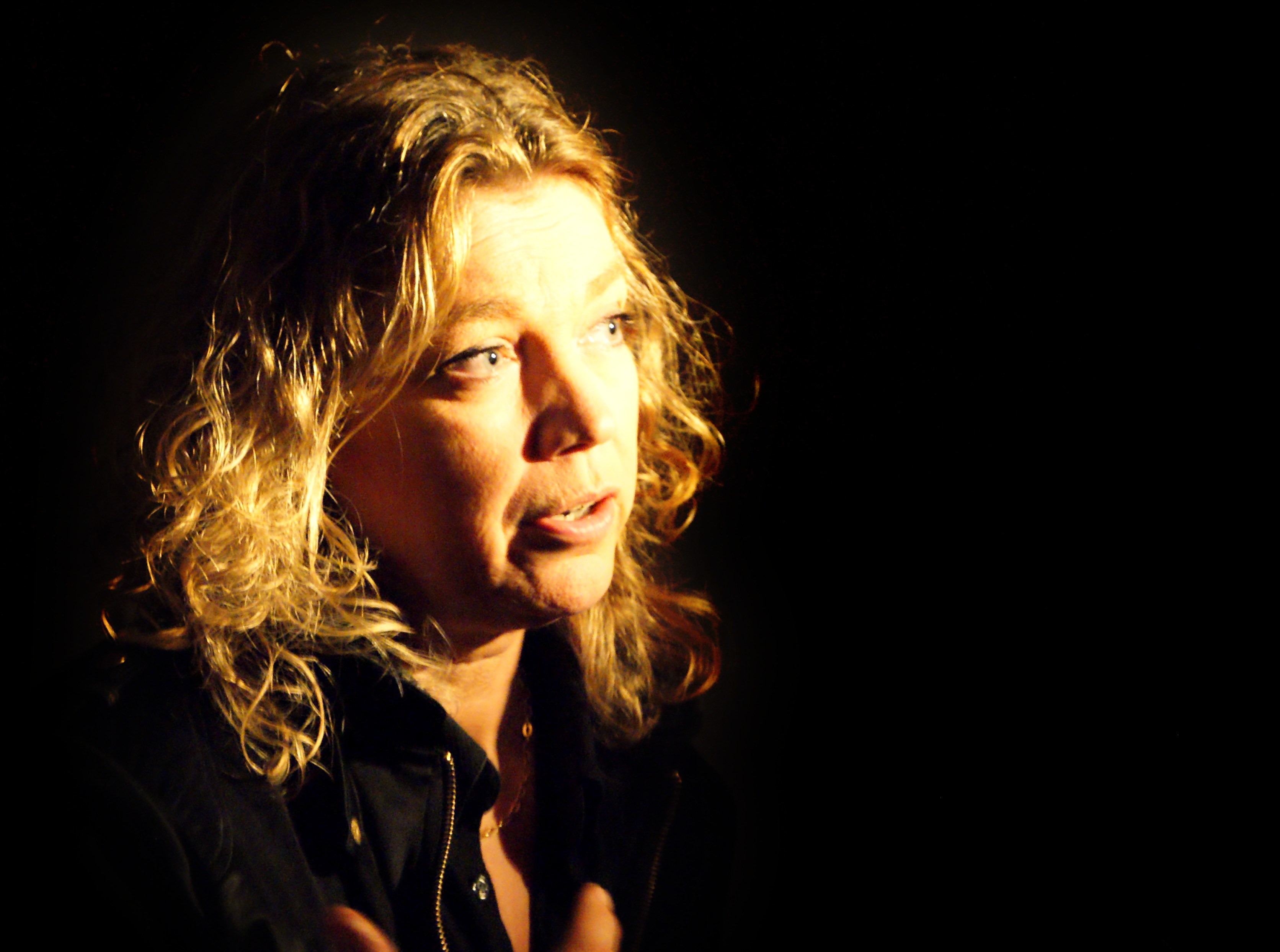
Elisabeth Ohlson Wallin

Toto je seznam švédských fotografek, které se ve Švédsku narodily nebo jejichž díla jsou s touto zemí úzce spojena.

## A
- Sofia Ahlbomová (1803–1868), feministka, působila jako fotografka od 60. let 19. století
- Anna-Lena Ahlströmová (* 1963), portrétní fotografka, dříve pracovala v hudebním průmyslu
- Elise Arnbergová (1826–1891), fotografka a malířka, známá svými miniaturními obrazy s portréty, pracovala s akvarelem, kvašem a křídou

## B
- Anna Backlundová (1865–1920), působila v Göteborgu, novinářská fotografie, pohlednice a městské veduty
- Astrid Bergman Sucksdorffová (1927–2015), fotografka přírody a spisovatelka knih pro děti, manželka Arneho Sucksdorffa
- Beata Bergströmová (1921-2016), fotografka známá svými tanečními a divadelními pracemi
- Arvida Byströmová (* 1991), fotografka a modelka se sídlem v Los Angeles

## C
- Anna Clarénová (* 1972), fotografka a pedagožka

## D
- Monika Larsen Dennis (* 1961)
- Lotten von Düben (1828–1915), raná amatérská fotografka
- Maja Danielsová (* 1985), známá svými díly zkoumajícími portrétní a módní fotografii

## E
- Hélène Edlund (1858-1941), měla ateliér ve Stockholmu, dokumentovala aktivity Severského muzea a Skansenu a fotografovala velké množství krojů
- Ann Eringstamová (* 1977), umělecká fotografka žijící v Göteborgu

## F
- Ingrid Falková (* 1960), umělkyně zhotovující instalace
- Maria Fribergová (* 1966), malířka, fotografka, video umělkyně

## G
- Mia Greenová (1870–1949), v Haparandě dokumentovala historii, zejména během první světové války
- Marianne Greenwoodová (1916–2006), po druhé světové válce fotografovala Picassa a další umělce v Antibesu, později fotografovala národy tichomořských ostrovů a částí Asie
- Caroline Gaudardová (1846–1929)
- Kajsa Gullbergová (* 1977), dánská fotografka švédského původu, fotografuje pokřivené existence, tabuizovaná těla s jizvami nebo vráskami

## H
- Johanna Hald (* 1945), scenáristka, fotografka
- Brita Sofia Hesselius (1801–1866), první švédská profesionální fotografka, v roce 1845 otevřela studio v Karlstadu
- Julia Hedeová (* 1962), filmová režisérka, fotografka a bývalá dětská herečka

## J
- Selma Jacobssonová (1841–1899), fotografka královského dvora
- Lina Jonn (1861–1896), raná švédská profesionální fotografka v Helsingborgu a Lundu, známá svou dokumentární tvorbu

## K

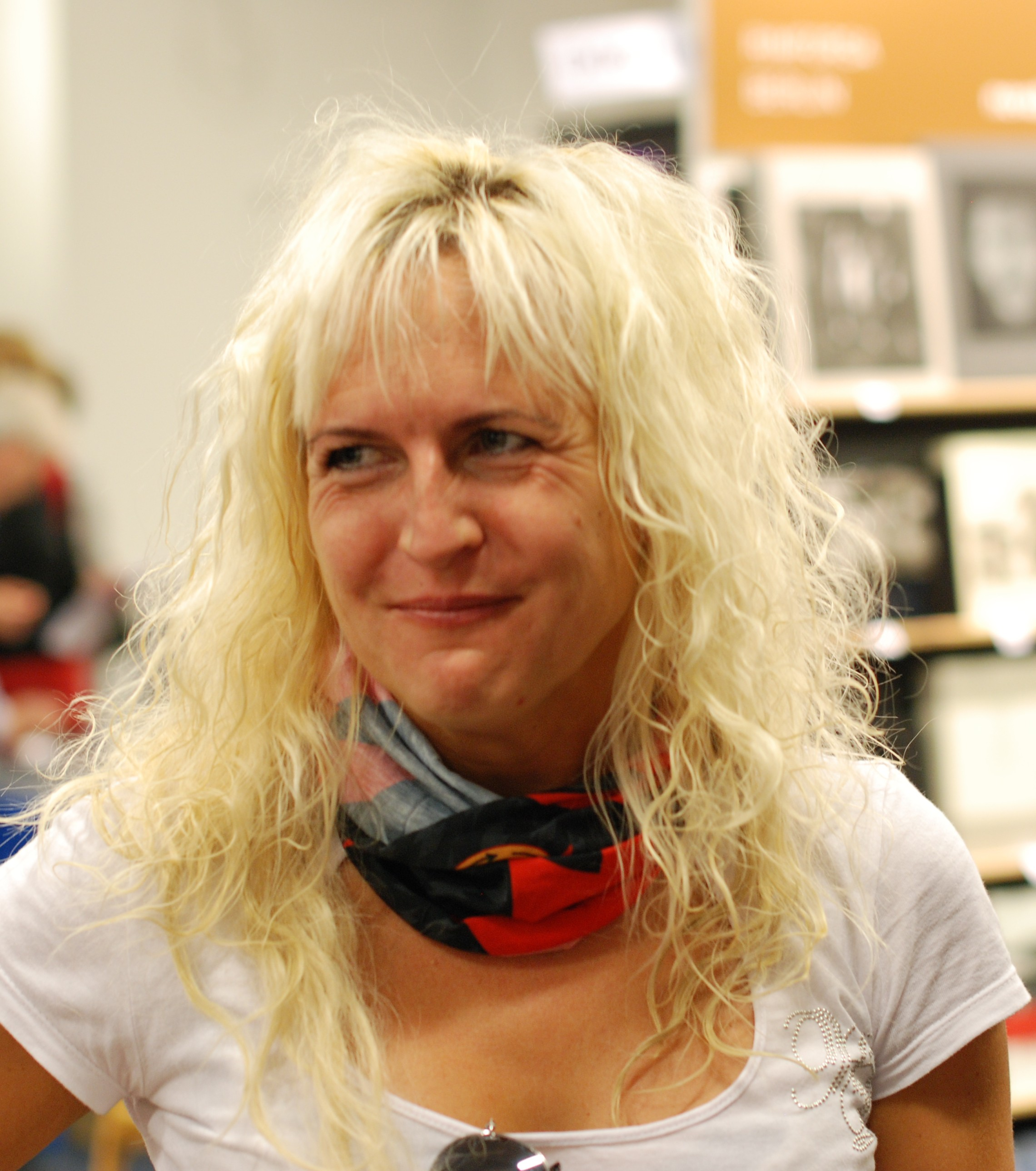
Mia Karlsvärdová (* 1964), fotografka a spisovatelka

- Mia Karlsvärdová (* 1964), fotografka a spisovatelka
- Marie Kinnberg (1806–1858), malířka a průkopnice fotografie
- Xenia Edberg Kledziková (* 1944)
- Monika Klumová (* 1969)
- Caroline von Knorring (1841–1925), jedna z prvních švédských profesionálních fotografek
- Irmelie Krekinová (* 1965)
- Tania Krosse (*  20. století)
- Jenny Källmanová (* 1973)

## L

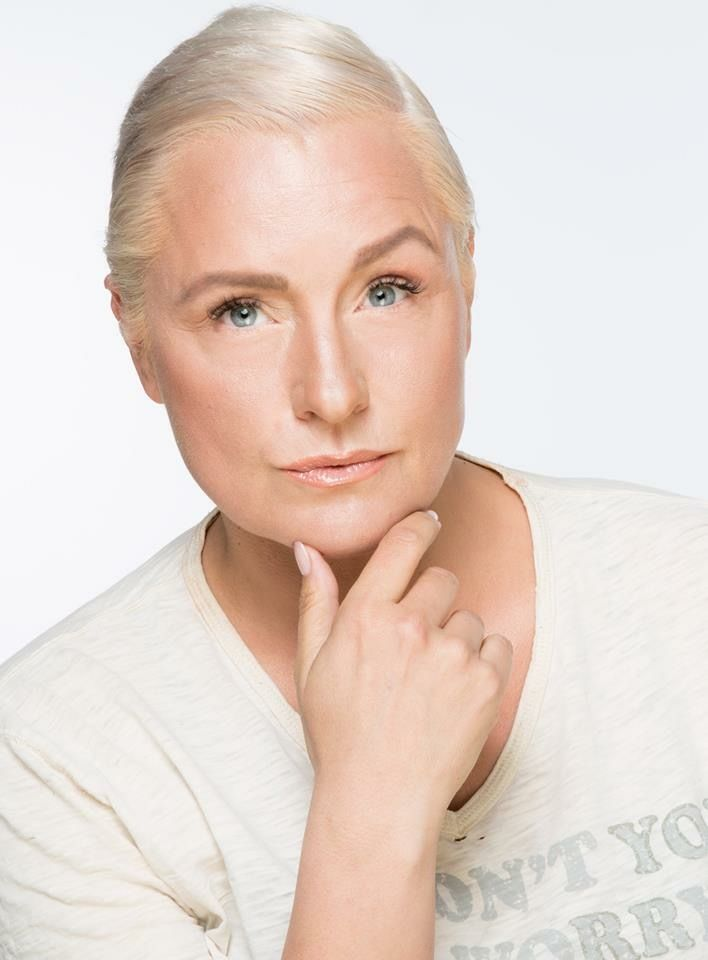
Regina Lundová (* 1967)

- Wilhelmina Lagerholm (1826–1917), malířka portrétů a žánrů, fotografka
- Maria Lantzová (* 1962)
- Annika Larsson (* 1972), současná umělkyně, fotografka
- Maria Larssonová (1876–1930)
- Ada Linde (1866-1966)
- Tuija Lindströmová (1950-2017), finsko-švédská fotografka, známá svými černobílými fotografiemi žen v černém jezeře, které se zabývají feministickými problémy
- Cecilia Lindqvistová (1932–2021), spisovatelka, fotografka a sinoložka
- Lotta Lostenová (* 1981)
- Maria Lundbäcková (1857-1927)
- Regina Lundová (* 1967)

## M
- Kajsa Magnussonová (* 1953), umělkyně a fotografka
- Charlotte Mannheimerová (1866-1934), malířka a fotografka

## N
- Maud Nycanderová (* 1960)
- Marie Nilssonová (* 1947)
- Anja Notini (1940–2018)

## O
- Sofie Öbergová (1944–1880)
- Elisabeth Ohlson Wallin (1961–2024), fotografie sexuálních menšin, známá díky své výstavě Ecce Homo zobrazující Ježíše mezi homosexuály a transvestity
- Anna Ollsonová (1841–1926)

## P
- Ela Polkowska (?), v roce 2025 získala Švédskou cenu za fotografickou publikaci, studovala ITF

## R

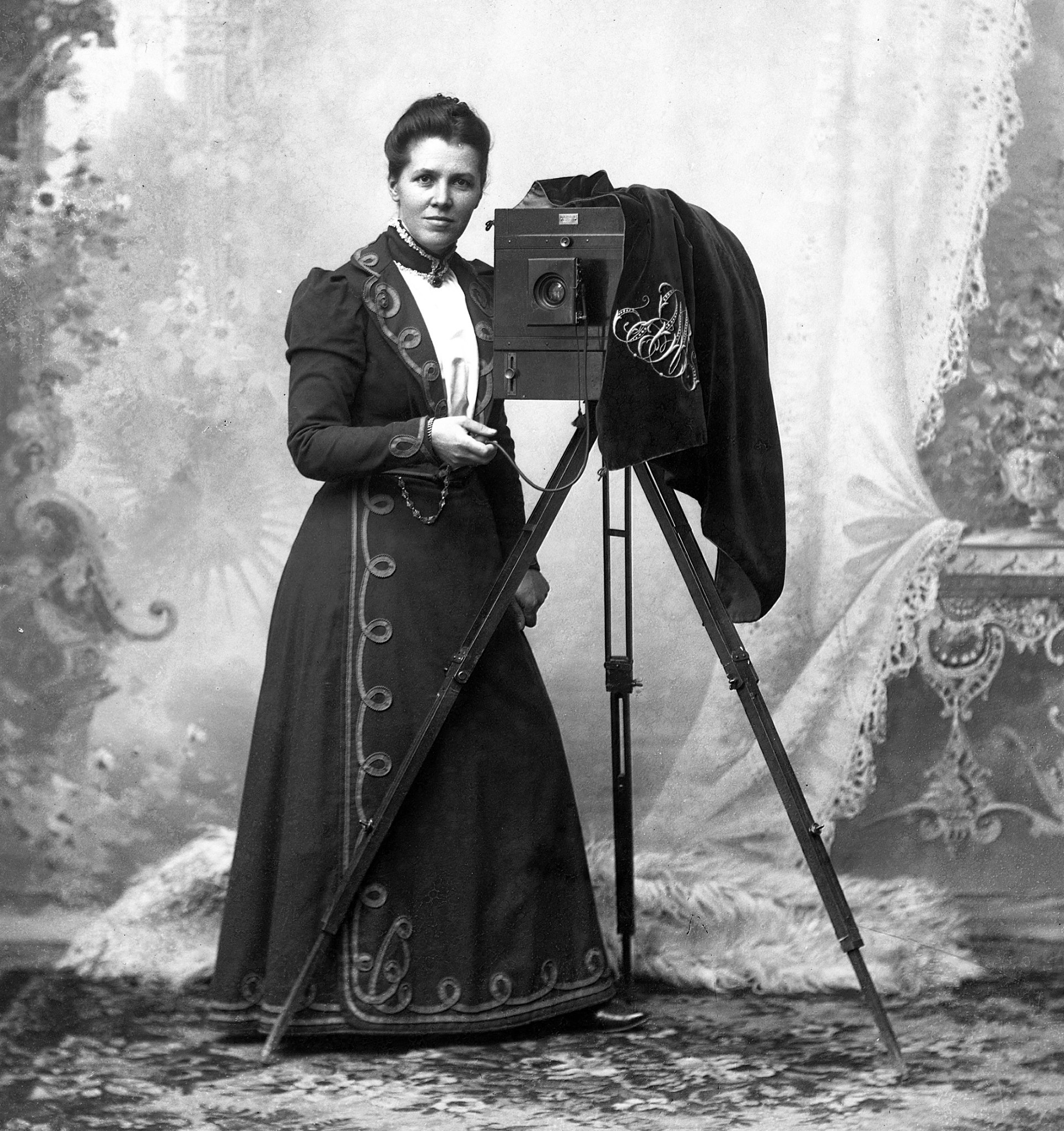
Mathilda Ranch (1860–1938), raná profesionální fotografka, která vedla studia ve Varbergu a okolí

- Mathilda Ranch (1860–1938), raná profesionální fotografka, která vedla studia ve Varbergu a okolí
- Olga Rinmanová (1861–1927), působila v Göteborgu, zaměřovala se především na topografické motivy města
- Anna Riwkin-Bricková (1908–1970), portrétní a taneční fotografka narozená v Rusku, foto-publicistická tvorba
- Susanna Rosénová (* 1956)
- Hedvig Rosendahlová (1867–1929), fotografka a ilustrátorka, malovala vánoční, novoroční a velikonoční přání, v letech 1897–1910 provozovala fotografická studia ve Stockholmu
- Joanna Rytelová (* 1974)
- Ewa Rudlingová (1936–2024), portrétní fotografka a spisovatelka, působila v Paříži a Stockholmu

## S

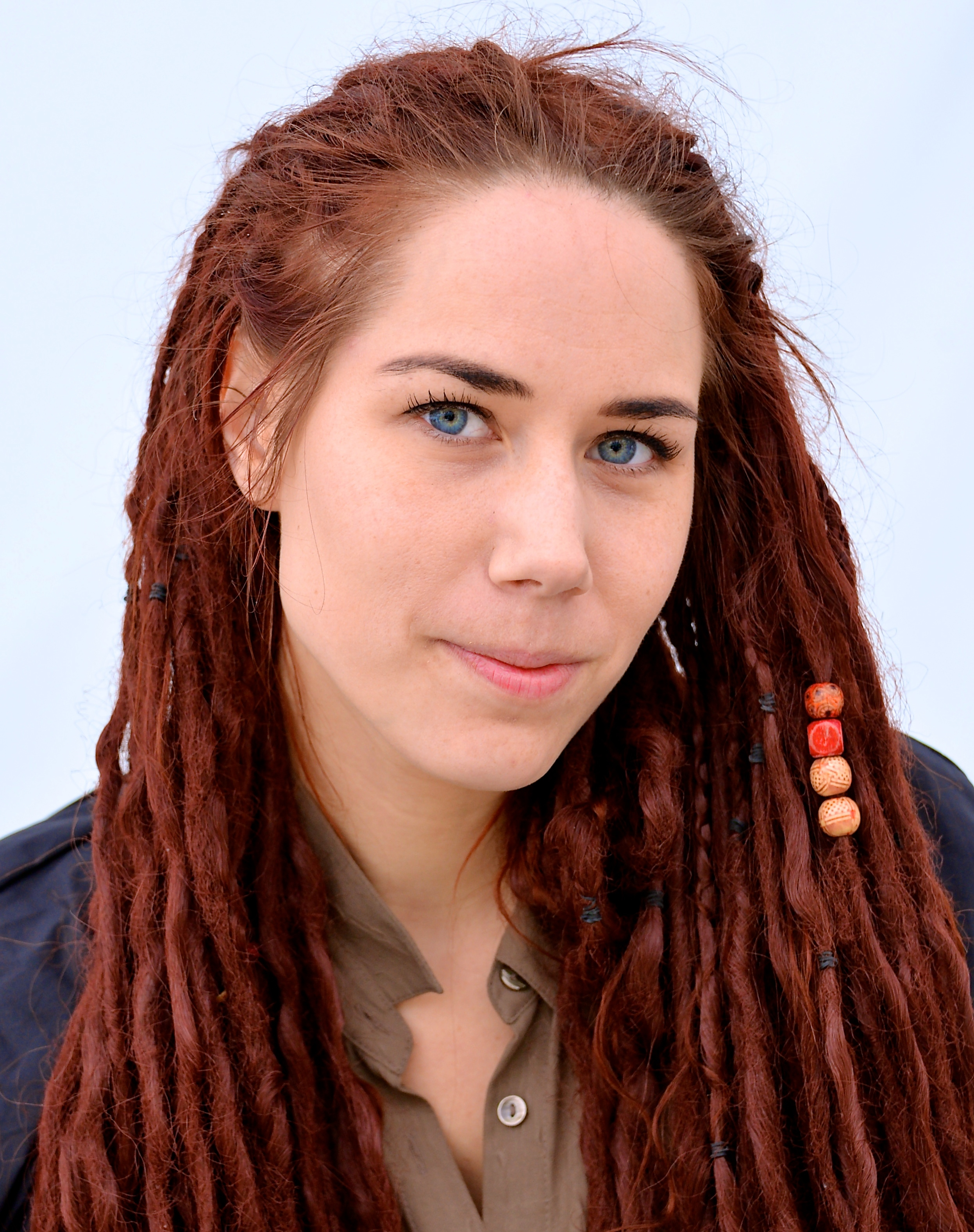
Therés Stephansdotter Björková (* 1981)

- Sofie Sarenbrantová (* 1978), spisovatelka a fotografka
- Emma Schenson (1827–1913), raná profesionální fotografka
- Åsa Scherdin-Lambertová (1932–2024)
- Olga Segerbergová (1868–1951), raná fotografka a sufražetka
- Lina Selanderová (* 1973), umělkyně a fotografka
- Johanna Ullricka Bergstrøm Skagenová (1839–1882), norská profesionální fotografka švédského původu, portréty v ateliéru
- Kristina Schmid (* 1972), výtvarná fotografka
- Helene Schmitz (* 1960), fotografka, spisovatelka
- Hilda Sjölin (1835–1915), jedna z prvních švédských profesionálních fotografek, v roce 1861 otevřela studio v Malmö
- Rosalie Sjöman (1833–1919), vysoce ceněná portrétní fotografka
- Hedvig Söderström (1830–1914), průkopnice fotografie ve Stockholmu
- Ewa Stackelbergová (* 1955)
- Therés Stephansdotter Björková (* 1981)
- Calla Sundbecková (1867–1930)

## T
- Maria Tesch (1850–1936), profesionální fotografka, provozovala studio v Linköpingu
- Ida Trotzig (1864–1943), fotografka, etnografka, japonoložka, malířka a spisovatelka
- Linda Maria Thompsonová (* 1978), švédsko-americká fotografka
- Nelly Thüringová (1875–1972), fotografka a politička (sociální demokratka), jedna z prvních pěti žen zvolených do švédského parlamentu v roce 1921

## V
- Bertha Valerius (1835–1915), oficiální fotografka švédského královského dvora
- Béatrice du Vinage (1911–1993)
- Regina Virserius (* 1969)

## W
- Berit Wallenberg (1902–1995), archeoložka, historička umění, fotografka
- Lea Wikströmová (1888–1980)
- Olivia Wittbergová (1844–1908), aktivní na jihu Gotlandu